# Cethosia togiana
Cethosia togiana är en fjärilsart som beskrevs av Hans Fruhstorfer 1902. Cethosia togiana ingår i släktet Cethosia och familjen praktfjärilar. Inga underarter finns listade i Catalogue of Life.